# سامي إجوي
سامي إجوي (بالإنجليزية: Sammy Igoe)‏ هو لاعب كرة قدم بريطاني في مركز الوسط، ولد في 30 سبتمبر 1975 في ستينز في المملكة المتحدة. لعب مع بوغنور ريجيس تاون وسويندون تاون ونادي بريستول روفيرز ونادي بورتسموث ونادي بورنموث ونادي ريدنغ ونادي لوتون تاون ونادي ميلوول ونادي هيرفورد وهافانت أند ووترلوفيل.

## وصلات خارجية
- سامي إجوي على موقع قاعدة بيانات كرة القدم.إي يو (الإنجليزية)
- سامي إجوي على موقع Soccerbase.com (لاعب) (الإنجليزية)